# Elliot Stuart
Elliot C. Stuart (* August 1946 in Newcastle upon Tyne) ist ein ehemaliger englischer Badmintonspieler.

## Karriere
Elliot Stuart wurde 1972 und 1974 Europameister mit dem englischen Team. In den Einzeldisziplinen gewann er 1972 Silber im Herrendoppel mit Derek Talbot und 1974 Silber im Mixed mit Susan Whetnall. 1975 siegte er bei den All England im Mixed mit Nora Gardner. Er siegte des Weiteren unter anderem bei den Belgian International, Irish Open, den Scottish Open, den US Open, den Portugal International, den Welsh International und den Dutch Open.

## Sportliche Erfolge
| Saison | Veranstaltung                  | Disziplin    | Platz | Name                                                                                           |
| ------ | ------------------------------ | ------------ | ----- | ---------------------------------------------------------------------------------------------- |
| 1969   | Belgian International          | Herrendoppel | 1     | David Horton / Elliot Stuart                                                                   |
| 1970   | Scottish Open                  | Herrendoppel | 1     | David Horton / Elliot Stuart                                                                   |
| 1971   | England: Einzelmeisterschaften | Herrendoppel | 1     | Elliot Stuart / Derek Talbot                                                                   |
| 1971   | Irish Open                     | Herrendoppel | 1     | Elliot Stuart / Derek Talbot                                                                   |
| 1971   | Scottish Open                  | Herrendoppel | 1     | David Horton / Elliot Stuart                                                                   |
| 1972   | All England                    | Herrendoppel | 3     | Derek Talbot / Elliot Stuart                                                                   |
| 1972   | England: Einzelmeisterschaften | Herrendoppel | 1     | Elliot Stuart / Derek Talbot                                                                   |
| 1972   | Europameisterschaft            | Mannschaft   | 1     | England (Ray Stevens, Elliot Stuart, Derek Talbot, Margaret Beck, Gillian Gilks, Judy Hashman) |
| 1972   | Europameisterschaft            | Herrendoppel | 2     | Derek Talbot / Elliot Stuart                                                                   |
| 1972   | US Open                        | Herrendoppel | 1     | Derek Talbot / Elliot Stuart                                                                   |
| 1973   | All England                    | Herrendoppel | 3     | Derek Talbot / Elliot Stuart                                                                   |
| 1973   | India Open                     | Herrendoppel | 1     | Elliot Stuart / Derek Talbot                                                                   |
| 1973   | India Open                     | Mixed        | 1     | Elliot Stuart / Eva Twedberg                                                                   |
| 1973   | Portugal International         | Herrendoppel | 1     | Ray Stevens / Elliot Stuart                                                                    |
| 1974   | England: Einzelmeisterschaften | Herrendoppel | 1     | Elliot Stuart / Derek Talbot                                                                   |
| 1974   | Europameisterschaft            | Mixed        | 2     | Elliot Stuart / Susan Whetnall                                                                 |
| 1974   | German Open                    | Herrendoppel | 1     | Derek Talbot / Elliot Stuart                                                                   |
| 1975   | Scottish Open                  | Mixed        | 1     | Elliot Stuart / Nora Gardner                                                                   |
| 1975   | Scottish Open                  | Herrendoppel | 1     | Derek Talbot / Elliot Stuart                                                                   |
| 1978   | Welsh International            | Mixed        | 1     | Elliot Stuart / Gillian Gilks                                                                  |
| 1979   | Portugal International         | Herrendoppel | 1     | Ray Stevens / Elliot Stuart                                                                    |
| 1979   | Dutch Open                     | Herrendoppel | 1     | Derek Talbot / Elliot Stuart                                                                   |
| 1980   | Portugal International         | Herrendoppel | 1     | David Eddy / Elliot Stuart                                                                     |
| 1984   | Portugal International         | Herrendoppel | 1     | Gerry Asquith / Elliot Stuart                                                                  |
| 1986   | Portugal International         | Herrendoppel | 1     | David Eddy / Elliot Stuart                                                                     |
| 1987   | Portugal International         | Herrendoppel | 1     | David Eddy / Elliot Stuart                                                                     |